# جون برودهيد بيك
جون برودهيد بيك (بالإنجليزية: John Brodhead Beck)‏ هو محامي وطبيب أمريكي، ولد في 18 سبتمبر 1794 في سكنيكتادي في الولايات المتحدة، وتوفي في 9 أبريل 1851 في Rhinebeck (town), New York ‏ في الولايات المتحدة.